# Робовско име
Робовско име је име особе која је била или јесте роб или је ово име наслиједила од предака који су били робови. Данас се ово углавном односи на Афроамериканце и Индијанце и оваква имена се понекад користе у пежоративном значењу.

## Римско царство
У Римском царству робови су углавном имали једно име, које су им давали њихови власници. Роб који би био ослобођен могао је задржати своје име и на њега додати име бившег власника, као презиме или средње име. На примјер, у историјским списима се може прочитати да је „један човјек, по имену Публијус Ларцијус, ослободио мушког роба по имену Ниција, који се потом звао Публијус Ларцијус Ниција“.
Историчар Харолд Ветстон Џонстон наводи да је у Римском царству било примјера да се власник није освртао на обичаје, те је ослобођеном робу сам давао произвољно ново име. По Џонстону, потомци ослобођених робова су често мијењали своје име, да би скрили робовску прошлост.

## Кејптаун
У холандској колонији Кејптауну, робовима се давало име по мјесецу у којем су купљени. Тако су настала имена попут Јануарије и Фебруарије.

## Афроамериканци
До ратификације 13. амандмана америчког устава, велика већина Афроамериканаца у САД су били робови. Током поробљавања, имена робова настајала су по вољи господара. Неки су добијали имена на основу посла који су обављали, попут Котон (енгл. Cotton — памук), што је значило да су радили на плантажама памука.
Након ослобађања, многи ослобођени Афроамериканци су узели име свог бившег власника као своје. Неки су узели презиме Фриман (енгл. Freeman; слободан човјек), док су други узимали имена важних историјских личности тог времена, попут имена америчких предсједника Вашингтон, Џеферсон и Џексон.
Неке организације данас подстрекују Афроамериканце да промијене своја „робовска имена“; организација Исламска нација (енгл. Nation of Islam) је једна од најпознатијих. У својој књизи „Порука црнцу у Америци“ (енгл. Message to the Blackman in America), вођа организације Исламска нација Елаја Мохамад често спомиње „робовска имена“.
Морате запамтити да ћете због робовског имена и остати робови у очима цивилизованог свијета данас. Видјели сте, и то недавно, да вас Африка и Азија неће поштовати докле год вас зову по имену бијелог човјека.
Још увијек се зовете по свом робовласнику. По праву, по међународном праву, ви припадате бијелом човјеку Америке. Он то зна. Никад нисте изашли из канџи робовласништва. Још увијек сте у њима.